# Berliner Psychoanalytisches Institut
Das Berliner Psychoanalytische Institut (BPI) wurde 1920 von Karl Abraham und Max Eitingon gegründet. Seit 1970, dem 50. Jahrestag der Gründung des alten Berliner Psychoanalytischen Instituts, trägt es zusätzlich den Namen Karl-Abraham-Institut.

## 1920–1933: Poliklinik und Lehranstalt

### Entstehung und Organisation

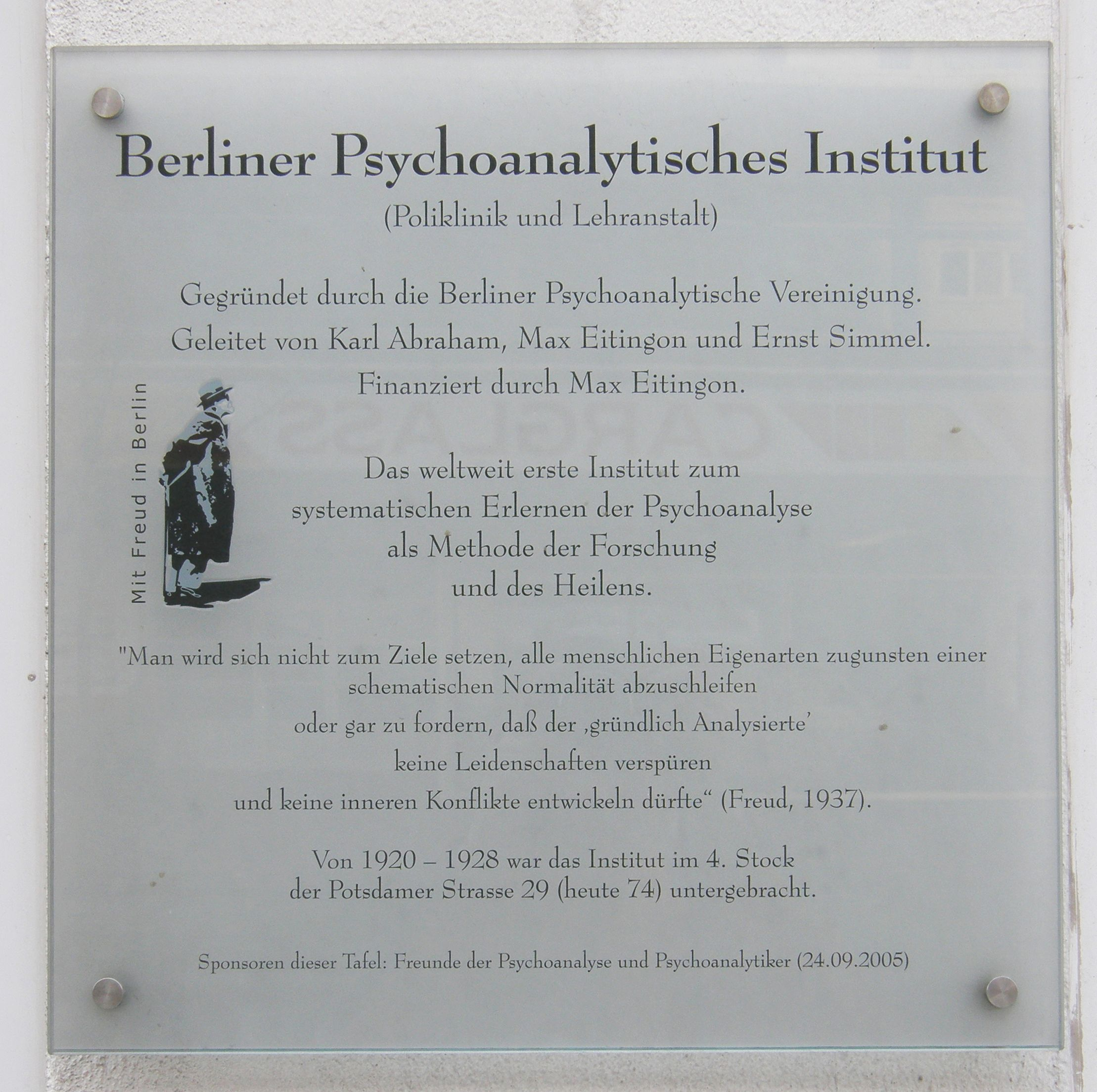
Gedenktafel am ehemaligen Standort des Instituts in der Potsdamer Straße in Tiergarten, aus der Reihe Mit Freud in Berlin

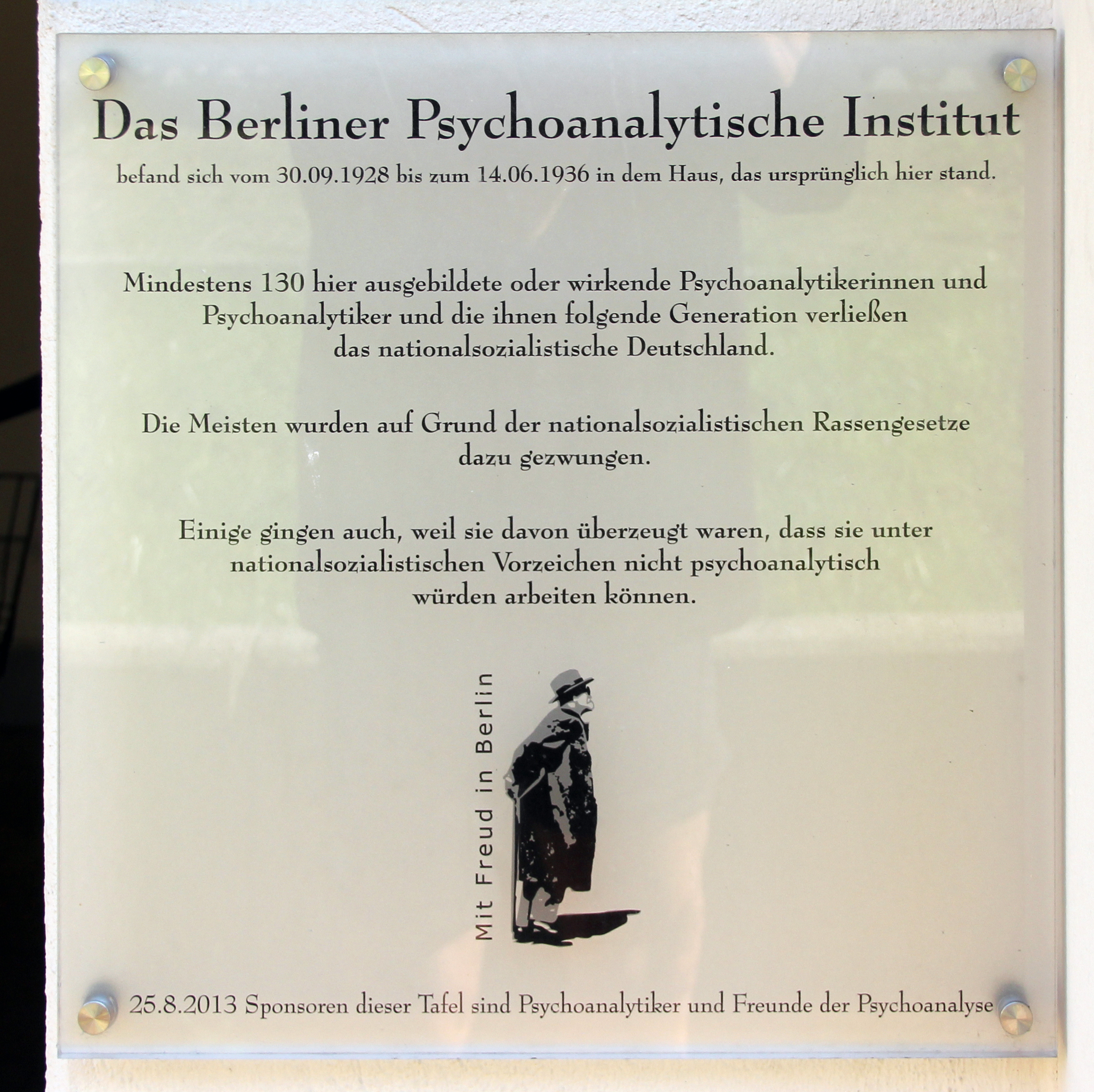
Gedenktafel am ehemaligen Standort Wichmannstraße 10, in Berlin-Tiergarten

In seinem Vortrag auf dem Budapester psychoanalytischen Kongress im September 1918 hatte Sigmund Freud eine Zeit vorhergesehen, in der die Psychoanalyse nicht mehr den Oberschichten vorbehalten wäre. Im Februar 1920 wurde in Berlin die psychoanalytische Poliklinik eröffnet, die zweite Einrichtung dieser Art. Sie ermöglichte auch ärmeren Patienten den Zugang zur Psychoanalyse und wurde weitgehend von Max Eitingon finanziert. In die Sprechstunde konnte prinzipiell jeder kommen. Die endgültige Entscheidung über die Aufnahme eines Patienten und seine Zuweisung an einen Analytiker traf Eitingon.
Es gab nicht nur philanthropische Motive zur Einrichtung einer Poliklinik. „Berlin war seit jeher eine Hochburg der ärztlichen Analyse gewesen. […] Innerhalb der Medizin waren Polikliniken (oder auch Kliniken für Minderbemittelte) zugleich Stätten der Ausbildung (und der Forschung). Ärzte lernten ihr Handwerk an den Armen. Die Pioniere einer neu aufkommenden medizinischen Spezialität – etwa der Berliner Neurologe Oppenheim – sicherten ihre Laufbahn immer wieder so, dass sie ihre eigenen Ambulatorien und/oder Kliniken schufen, an denen sie das neue Fachwissen ausbauten und weitergaben. […] Diesem vorgeprägten Muster folgte auch die Außenseiterdisziplin Psychoanalyse.“
Mit dem nach dem Ersten Weltkrieg einsetzenden „Weltruhm“ der Psychoanalyse vergrößerte sich auch die Nachfrage nach Behandlungen. „Und so gab es denn auch genug Ärzte, die Psychoanalyse lernen wollten, betreffende Meldungen aus Berlin finden sich immer wieder. […] Kurzum: Die Psychoanalyse à la Abraham füllte eine Marktlücke in der medizinischen Ausbildung und Versorgung, auf hohem fachlichen Niveau.“
An der Poliklinik analysierten fest angestellte Assistenten, Ausbildungskandidaten und vorübergehend in Berlin weilende auswärtige Analytiker. Schwere Fälle wurden oft an Mitglieder der Berliner Psychoanalytischen Vereinigung überwiesen, für die das ‚ungeschriebene Gesetz‘ galt, einen Patienten unentgeltlich zu behandeln.
1923 gelang es schließlich die Poliklinik „zu dem Institut auszubauen, das uns von Anfang an vorgeschwebt hat“. Abgesehen von dem Budapester Institut, das 1919 nur für kurze Zeit bestanden hatte, war das Berliner Institut das erste psychoanalytische Ausbildungsinstitut der Welt im Rahmen der IPV. Gemäß der Ausbildungsrichtlinien war in der Regel ein medizinisches Studium Voraussetzung der Zulassung zur Ausbildung. Die „Richtlinien für die Lehrtätigkeit des Instituts“ sahen allerdings auch gesonderte Zulassungsbedingungen für Nichtärzte vor. Gemäß der Auffassung von Sigmund Freud zur sogenannten Laienanalyse, wurden von Eitingon und Abraham für die Entwicklung der Psychoanalyse und die Gewinnung neuer empirischer Erkenntnisse aus der therapeutischen Tätigkeit „die Mitarbeit anders als medizinisch vorgebildeter Wissenschaftler für unentbehrlich“ gehalten. Tatsächlich waren rd. 2/3 der  Hörer der Lehrkurse Mediziner. Für die Zulassung und die Ausbildung der Kandidaten für die Kinderanalyse galten spezielle Bestimmungen.
Viele Mitglieder der Berliner Psychoanalytischen Vereinigung „empfanden die Notwendigkeit einer persönlichen Analyse, zögerten aber ihre Geheimnisse einem örtlichen Psychoanalytiker zu enthüllen“. Auch zog die neugegründete psychoanalytische Klinik einige Ärzte und andere Wissenschaftler an, die dort arbeiten und gleichzeitig die Psychoanalyse erlernen wollten. Beispiele sind Sándor Radó und Franz Alexander aus Budapest sowie Hanns Sachs und Theodor Reik aus Wien. Hanns Sachs war Jurist und am BPI der erste Lehranalytiker. Weitere nichtärztliche Dozenten am BPI waren Siegfried Bernfeld, Anna Freud und Theodor Reik.
Die Lehranalysen waren anfangs kostenlos, was aber bald aufgegeben wurde. Für bedürftige Kandidaten wurden die Kosten der Lehranalysen als Darlehen aus einem Stipendienfonds finanziert. Dem Stipendienfonds kam der Anteil aus den Kursgebühren zugute, der den Dozenten zustand, da diese darauf verzichtet hatten. Die Bezahlung der Behandlungen für die normalen Patienten erfolgte aufgrund deren Selbsteinschätzung. Weiter erhielt das Institut Gelder aus einer „Selbstbesteuerung“ der praktizierenden Analytiker. Die Krankenkassen zahlten, wenn überhaupt, nur wenige Behandlungsstunden. Staatliche Mittel erhielt das Institut nicht.
Dem im März 1923 gegründeten Unterrichtsausschuss gehörten Abraham, Eitingon, Karen Horney, Carl Müller-Braunschweig, Sachs und Ernst Simmel an. „1924 trat als 7. Mitglied Radó und 1927, nach dem Hinscheiden Abrahams, Alexander hinzu.“ Der Ausschuss erarbeitete „Richtlinien für die Unterrichts- und Ausbildungstätigkeit“. „Der viele Zeit und Takt erfordernden Arbeit der mündlichen Vorbesprechung und Korrespondenz mit den sich um die Ausbildung Bewerbenden hat sich von jeher Eitingon unterzogen. In den letzten Jahren haben ihn darin Karen Horney und Sándor Radó unterstützt.“ Horney kommentierte: „In den ersten Richtlinien fehlte der Begriff der ‚persönlichen Eignung‘ völlig. Verschiedene Momente haben dazu gedrängt, gerade auf ihn besonders Gewicht zu legen.“
Im Anschluss an die Lehranalyse erfolgte ein zweijähriger Kursus, für den seit 1927 ein obligatorischer „Studienplan“ existierte. Zu den obligatorischen Kursen zählten neben Spezieller Neurosenlehre, Freudseminaren, Seminaren zur Technik der Traumdeutung auch Seminare zur Anwendung der Psychoanalyse auf Literatur und Kunst.
Seit 1929 gab es auch einen Studienplan für Pädagogen. Pädagogen machten keine Lehranalyse, aber besuchten die Einführungskurse gemeinsam mit den Ausbildungskandidaten. Spezielle Kurse für Pädagogen bot seit 1926 Siegfried Bernfeld an. Die fortgeschrittenen Ausbildungskandidaten diskutierten ihr Fälle im „Technischen Seminar“. Neben dem offiziellen Lehrbetrieb gab es seit 1924 ein so genanntes „Kinderseminar“, organisiert von Otto Fenichel und Harald Schultz-Hencke. Dort trafen sich jüngere Analytiker zur ungezwungeneren Diskussion. Seit 1929 gab es einen Kreis marxistischer Psychoanalytiker am Institut (Bernfeld, Fenichel, Erich Fromm, Edith Glück-Gyoömröi, Edith Jacobson, Barbara Lantos), zu dem 1930 Wilhelm Reich stieß. Die Gründung inoffizieller Arbeitsgruppen war Ausdruck der auch nach dem Tod Abrahams herrschenden Pionierstimmung.
Durch Vorträge außerhalb des Instituts, z. B. für Kindergärtnerinnen, Juristen und praktische Ärzte, versuchte man eine größere Öffentlichkeit zu erreichen.

### Wissenschaftliche Schwerpunkte
Freud bezeichnete es als eine der Aufgaben des Instituts „unsere Kenntnis der neurotischen Erkrankungen und unsere therapeutische Technik durch Anwendung und Erprobung unter neuen Verhältnissen zu vervollkommnen“. Fenichel fand es „auffallend, dass im Konsultationsmaterial überhaupt die klassischen Neurosenformen progressiv abzunehmen schienen“. Eine Verkürzung der Analysen gelang nicht. Man machte die Erfahrung, so Eitingon, „dass scheinbar verkürzende Seitenwege meist nur eine Gewähr bieten, nämlich die, das Hauptziel zu verfehlen.“
Besonders intensiv diskutiert wurden die ichpsychologischen Schriften Freuds und einer Reihe von Dozenten des Instituts.
Die Öffnung des Instituts zu verschiedenen Praxisfeldern drückte sich in der Gründung verschiedener Arbeitsgemeinschaften aus. Franz Alexander gründet mit dem Strafverteidiger Hugo Staub eine „Kriminalistische Arbeitsgemeinschaft“.

### Bedeutung für die Geschichte der Psychoanalyse
Am Berliner Institut arbeiteten neben den bereits genannten auch Theodor Reik und Melanie Klein. Ernst Simmel gründete 1927 das Sanatorium Schloss Tegel, die erste psychoanalytische Klinik der Welt.
Das Berliner Psychoanalytische Institut wurde in den 1920er Jahren zu einem Zentrum der Psychoanalyse mit internationaler Ausstrahlung. Zur Attraktivität trug auch bei, dass in Deutschland (anders als in Österreich) Kurierfreiheit herrschte. Am Berliner Institut wurde erstmals die dreigliedrige Ausbildung (theoretische Kurse, Lehranalyse, Behandlung erster Patienten unter Supervision [„Kontrollanalyse“]) umgesetzt, die später weltweit zum Standard wurde. Nach dem Vorbild des Berliner Instituts richtete Helene Deutsch nach einem einjährigen Studienaufenthalt in Berlin das Wiener Lehrinstitut ein. „Anfang der dreißiger Jahre – vor und unabhängig von der Machtergreifung Hitlers – warb Amerika die tragende Kräfte der Berliner Ausbildung ab, damit ihr Knowhow bei der Schaffung von Lehranstalten in Chicago (Alexander, plus Horney), New York (Radó) und Boston (Sachs) zur Geltung brächten.“

„Außer einigen wenigen sozialistischen Ärzten stand die medizinische Zunft in Deutschland geschlossen gegen die neue Entwicklung. […] Aber – seltsam genug – die Psychoanalytiker selbst wünschten sich Respektabilität. Sie wollten sich selbst als Teil der medizinischen Profession etablieren und glaubten, um dieses Ziel zu erreichen, müssten sie Kliniken, professionelle Schulen und Berufsverbände haben. Die Psychoanalytische Einrichtungen waren bis dahin ziemlich obskure Einrichtungen gewesen.“

Freud lehnte eine „Einverleibung der Psychoanalyse in die Medizin“ ausdrücklich ab. Psychoanalyse war für ihn eine Grundlagenwissenschaft. „Aus praktischen Gründen haben wir, auch für unsere Publikationen, die Gewohnheit angenommen, eine ärztliche Analyse von den Anwendungen der Analyse zu scheiden. Das ist nicht korrekt. In Wirklichkeit verläuft die Scheidelinie zwischen der wissenschaftlichen Analyse und ihren Anwendungen auf medizinischem und nichtmedizinischem Gebiet.“ Abrahams Ansatz war dagegen von Anfang an medizinisch geprägt, nichtärztliche Mitglieder wurden nur ausnahmsweise in die Berliner Vereinigung aufgenommen. Das Berliner Institut trug wesentlich zur Medizinalisierung der Psychoanalyse bei. Selbst wenn heute auch Nichtärzte zur Ausbildung als Analytiker zugelassen werde, wirkt die (zumindest aus Sicht Freuds) einseitige Ausrichtung an der Therapie weiter.
Ob die Formalisierung der Ausbildung der Psychoanalyse in klinischer Hinsicht zum Vorteil gereichte, ist umstritten.

## 1933–1945
Bei der Bücherverbrennung 1933 in Deutschland wurden auch Freuds Schriften öffentlich verbrannt. („Gegen seelenzerfasernde Überschätzung des Trieblebens, für den Adel der menschlichen Seele! Ich übergebe der Flamme die Schriften von Sigmund Freud.“) Dass die Psychoanalyse (wenn auch in sehr eingeschränkter Form) dennoch auch im nationalsozialistischen Deutschland ausgeübt wurde, verdankt sie der Tatsache, dass auch staatliche Stellen ihre Nützlichkeit erkannt hatten, zudem dem Ehrgeiz und der sehr weitreichenden Kompromissbereitschaft ihrer nichtjüdischen deutschen Funktionäre, sowie den verwandtschaftlichen Beziehungen von Matthias Heinrich Göring, aber auch der Haltung Freuds, der gegen das Vorgehen der deutschen Funktionäre (und Ernest Jones’) zumindest kein Veto einlegte.
Juden durften nach den neuen Bestimmungen 1933 nicht mehr den Vorständen wissenschaftlicher Gesellschaften angehören. Eitingon trat im November 1933 zurück und emigrierte nach Palästina. Die meisten Analytiker emigrierten nach Österreich oder in die USA. Den Vorstand der Deutschen Psychoanalytischen Gesellschaft (DPG) bildeten nunmehr Felix Boehm und Carl Müller-Braunschweig. Müller-Braunschweig versuchte mit einem Artikel „Psychoanalyse und Weltanschauung“ in der nationalsozialistischen Wochenschrift „Reichswart“ die Psychoanalyse den Nationalsozialisten schmackhaft zu machen.
1935 wurden die verbliebenen jüdischen Mitglieder angehalten „freiwillig“ aus der DPG auszutreten.
Die Überreste des BPI wurden 1936 dem neu gegründeten Deutschen Institut für psychologische Forschung und Psychotherapie („Göring-Institut“) einverleibt. Dort arbeiteten auch Müller-Braunschweig, Harald Schultz-Hencke und Werner Kemper. 1938 wurde die DPG aufgelöst.
Edith Jacobson engagierte sich im Widerstand, wurde 1935 verhaftet und konnte 1938 fliehen. Der Psychoanalytiker und Widerstandskämpfer John Rittmeister wurde am 27. September 1942 verhaftet und am 13. Mai 1943 hingerichtet.

## Nach 1945
Schon im Mai 1945 gründeten Kemper und Schultz-Hencke das „Institut für Psychopathologie und Psychotherapie“. Aus Sicht Müller-Braunschweigs war Schultz-Hencke vorgeprescht, ohne sich „mit den älteren und erfahreneren Kollegen ins Benehmen zu setzen und mit ihnen zusammen die Zukunft der psychotherapeutischen Sache in Deutschland bzw. in Berlin zu beraten“. Im März 1946 gründeten Kemper und Schultz-Hencke das „Zentralinstitut für psychogene Erkrankungen der Versicherungsanstalt Berlin“. Damit wurden auch nichtärztliche Therapeuten durch den Sozialversicherungsträger Berlins anerkannt.
Schultz-Hencke hatte wegen seiner Abweichungen von der klassischen Psychoanalyse schon vor 1933 Lehrverbot am Institut erhalten, weigerte sich jedoch, aus der Deutschen Psychoanalytischen Gesellschaft auszutreten. „Müller-Braunschweig wurde zunehmend von dem gesellschaftlich anerkannteren Schultz-Hencke entwertet. Die persönlichen, theoretischen und institutionellen Gegensätze zwischen beiden verhärteten sich.“ Schließlich gründete Müller-Braunschweig mit wenigen Mitstreitern im Juni 1950 die Deutsche Psychoanalytische Vereinigung (DPV). Sie wurde in die Internationale Psychoanalytische Vereinigung (IPV) aufgenommen. Das von Müller-Braunschweig geleitete Institut blieb klein. Von 1950 bis 1970 wurden 34 Psychoanalytiker ausgebildet, 1966 wurde eine poliklinische Abteilung eröffnet.
Schultz-Hencke starb 1953, Müller-Braunschweig 1958. Die DPG und die DPV existieren bis heute als getrennte Vereinigungen, die jedoch mittlerweile kooperieren. Die DPG wurde erst 2001 in die IPV aufgenommen. Auf der Homepage der DPG ist von der „Beschämung und Enttäuschung über den Mangel an einer moralisch integeren Linie vieler Mitglieder der DPG in der Zeit des Nationalsozialismus“ die Rede.